# Beade

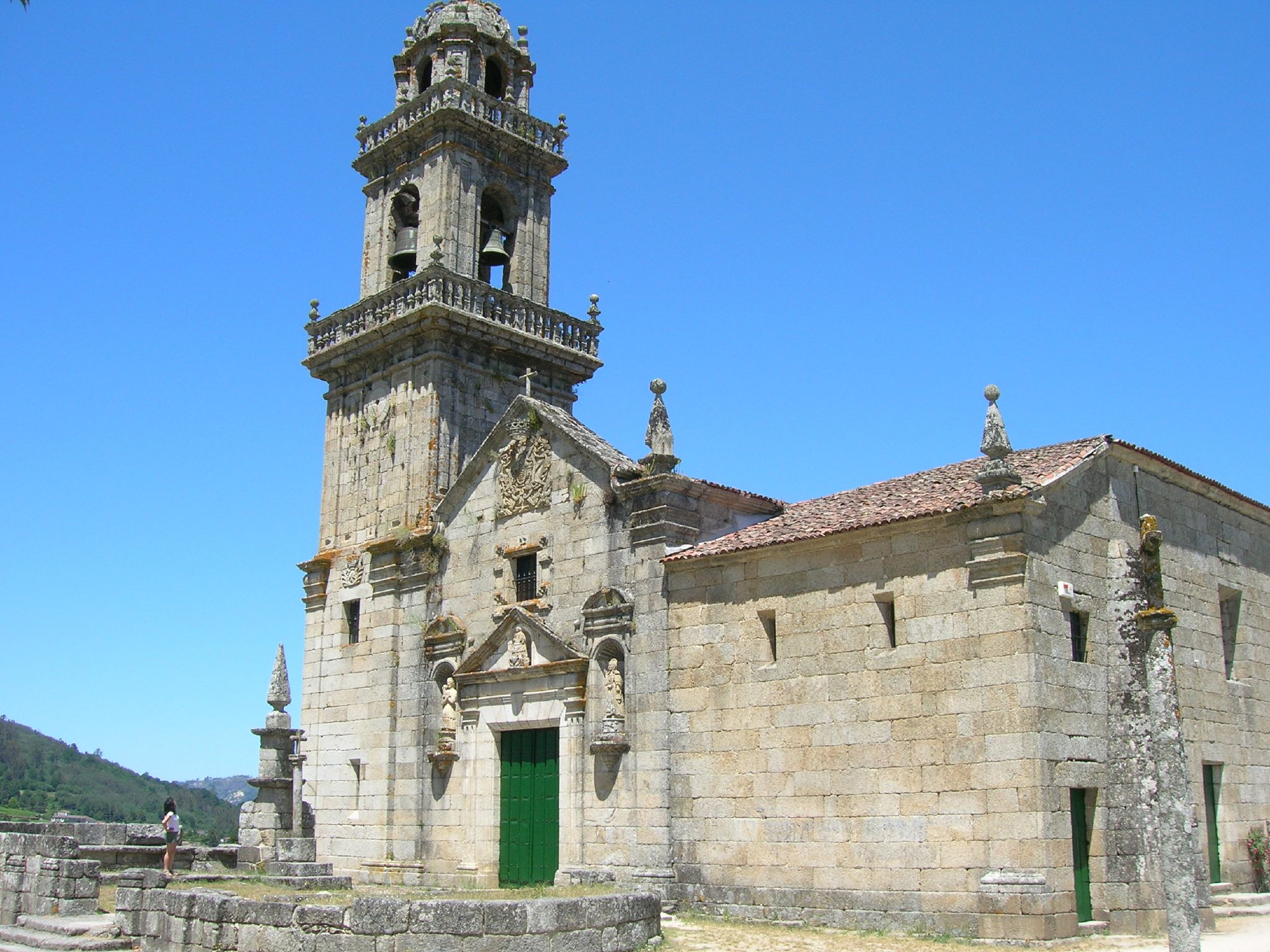
Iglesia de Santa María, en Beade.

Beade es un municipio español situado en la parte occidental de la provincia de Orense, en Galicia. Pertenece a la comarca del Ribero.

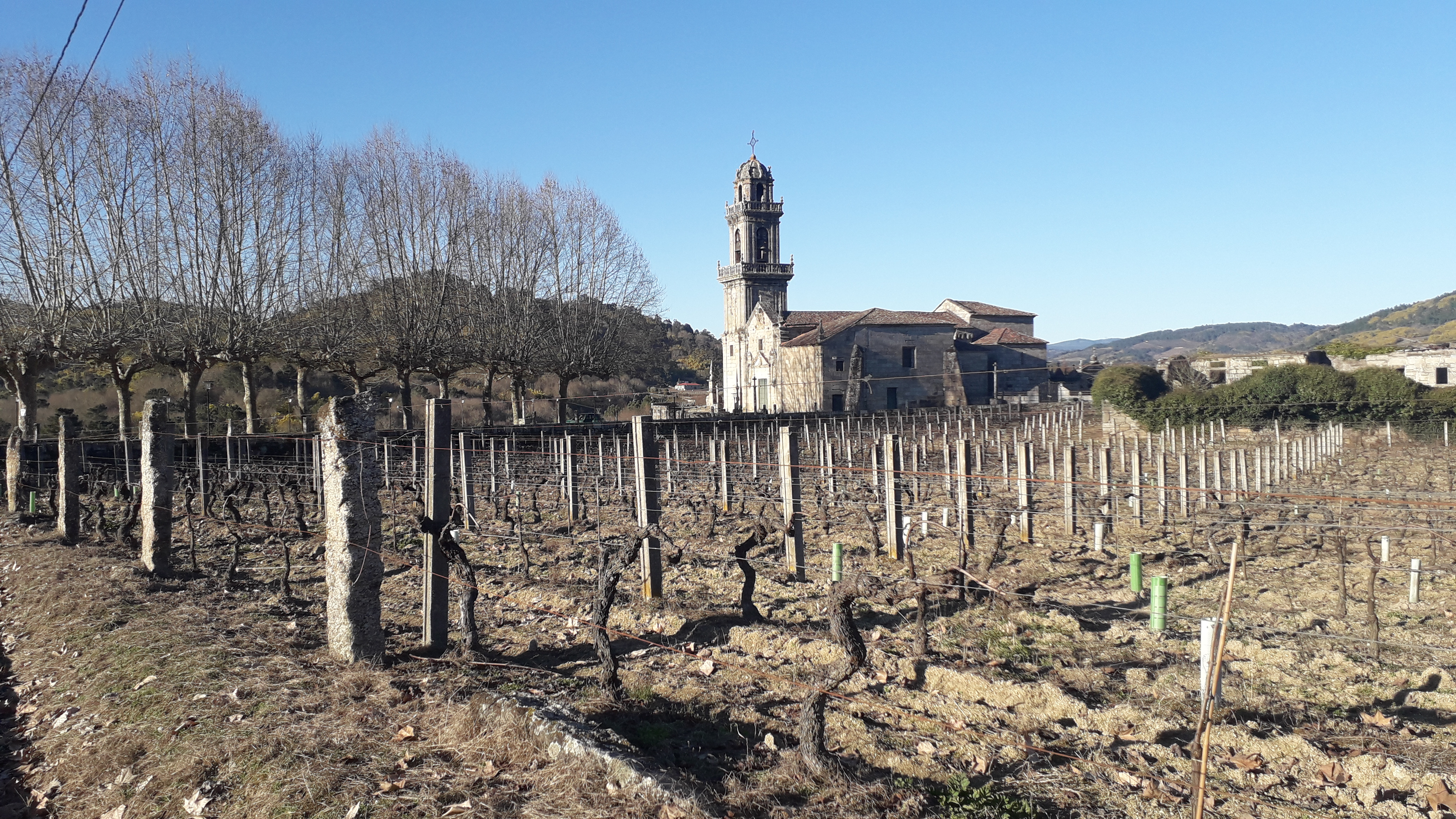
Iglesia y viñedos 22/2/22, 22 °C

## Geografía
La comarca del Ribeiro se encuentra entre las sierras de Faro y Suido, donde confluyen los valles del Miño, Avia, Arnoya y El Barbantino. Se define entre una serie de valles y superficies que contrastan con las altas tierras circundantes de alrededor de 312 km², de los cuales dedica 3000 hectáreas al viñedo.
Rodeado de relieves montañosos y resguardado de la influencia oceánica, el cultivo de la vid  es la característica dominante del paisaje, ocupando casi la totalidad de las laderas y hondanadas en los terrenos de Ribadavia, Castrelo de Miño, Cenlle, Beade, Leiro y Carballeda, así como las pendientes mejor orientadas y soleadas de los municipios limítrofes. 
Tierra regada por una densa red fluvial, con un microclima seco y cálido, pero con una humedad durante el período invernal.

## Geografía humana

### Demografía
Cuenta con una población de 366 habitantes (INE 2024).
| Gráfica de evolución demográfica de Beade entre 1842 y 2021                                                           |
| |
| Población de derecho según los censos de población del INE. Población de hecho según los censos de población del INE. |

### Organización territorial
El municipio está formado por dos entidades de población distribuidas en dos parroquias:
- Beade (Santa María)
- Regadas[3] (San Mauro)[5]

## Administración y Corporación Municipal

### Elecciones
| Resultado elecciones municipales del 28 de mayo de 2023 en Beade |       |            |            |
| Nombre                                                           | Votos | Porcentaje | Concejales |
| Partido Popular de Galicia                                       | 105   | 37.63%     | 3          |
| Partido de los Socialistas de Galicia                            | 61    | 21.86%     | 2          |
| AVIDE (Agrupación Veciñal Independente de Electores)             | 59    | 21.15%     | 1          |
| AEPB (Agrupación Electoral Por Beade)                            | 43    | 15.41%     | 1          |
| Bloque Nacionalista Galego                                       | 11    | 3.94%      | 0          |

### Alcaldes
| Periodo   | Nombre           | Partido |
| --------- | ---------------- | ------- |
| 1979-1983 | Senén Pousa Soto | AP      |
| 1983-1987 | Senén Pousa Soto | AP      |
| 1987-1991 | Senén Pousa Soto | AP      |
| 1991-1995 | Senén Pousa Soto | PP      |
| 1995-1999 | Senén Pousa Soto | PP      |
| 1999-2003 | Senén Pousa Soto | PP      |
| 2003-2007 | Senén Pousa Soto | PP      |
| 2007-2011 | Senén Pousa Soto | PP      |
| 2011-2015 | Senén Pousa Soto | PP      |
| 2015-2019 | Senén Pousa Soto | PP      |
| 2019-2023 | Senén Pousa Soto | PP      |
| 2023-act. | Fernando Taboada | PP      |